# 1701 Okavango
Az 1701 Okavango (ideiglenes jelöléssel 1953 NJ) a Naprendszer kisbolygóövében található aszteroida. Joseph Churms fedezte fel 1953. július 6-án, Johannesburgban.